# Кардосо, Рамон
Рамон Идалесио Кардосо (исп. Ramón Idalecio Cardozo; родился 23 апреля 1986 года в Вильяррика, Парагвай) — парагвайский футболист, нападающий клуба Крусеро-дель-Норте и сборной Парагвая.

## Клубная карьера
Кардосо — воспитанник клуба «Такуари». В 2006 году он дебютировал в парагвайской Примере. В 2007 году Рамон на правах аренды выступал за португальский «Пенафиел». В 2010 году он на правах аренды присоединился к «Серро Портеньо». 14 февраля в матче против «Спортиво Триниденсе» Рамон дебютировал за новый клуб. 15 апреля в поединке против «Спортиво Триниденсе» он сделал «дубль», забив свои первые голы за клуб. В том же сезоне Рамон помог клубу стать серебряным призёром. В 2012 году Кардосо в третий раз отправился в аренду, его новой командой стала перуанская «Леон де Уануко». 31 марта в матче против «Хуан Аурич» он забил свой первый гол в перуанской Примере.
В 2013 году Рамон перешёл в столичный «Насьональ». 16 февраля в матче против «Серро Портеньо ПФ» он дебютировал за новую команду. 29 апреля в поединке против «Серро Портеньо» забил свой первый гол за клуб из Асунсьона.
Летом того же года Кардосо на правах аренды перешёл в «Виторию» Сетубал. 18 августа в матче против «Порту» он дебютировал в Сангриш лиге. 31 августа в поединке против «Витории» Гимарайнш Рамон забил свой первый гол за «Виторию». Летом 2014 года он перешёл в «Морейренсе». 17 августа в матче против «Насьонала» Кардосо дебютировал за новую команду. В этом же поединке он забил свой первый гол за «Морейренсе».

## Международная карьера
25 мая 2011 года в товарищеском матче против сборной Аргентины Кардосо дебютировал за сборную Парагвая.